# Heinrich Laag
Heinrich Laag (* 12. April 1892 in Boizenburg/Elbe; † 21. Dezember 1972 in Marburg) war ein deutscher evangelischer Theologe, Professor für Kirchengeschichte, Christlicher Archäologe und von 1934 bis 1945 Verwalter des Amtes des Generalsuperintendenten für den Westsprengel der pommerschen Kirche.
Am 9. Juli 1916 wurde der aus Mecklenburg stammende Heinrich Laag in Berlin als Geistlicher ordiniert. Als Militärhilfsprediger war er am Kadettenhaus in Lichterfelde bei Berlin tätig und übernahm am 1. Januar 1918 seine erste Pfarrstelle in Stojentin bei Stolp in Hinterpommern. Im Jahre 1919 wurde er zum Lizenziaten der Theologie promoviert. Im Jahr 1922 wechselte er in das vorpommersche Groß Bünzow nahe Wolgast und wurde zugleich Privatdozent an der Universität Greifswald. 1930 wurde er zum Doktor der Theologie promoviert. Von 1931 bis 1934 war er als Superintendent der leitende Geistliche der Synode Garz/Rügen. Er gehörte den Deutschen Christen an. Zum 1. Mai 1933 trat er der NSDAP bei (Mitgliedsnummer 1.948.239) und wurde im Juni 1933 zum nichtbeamteten außerordentlichen Professor in Greifswald ernannt. Er hielt die Festrede zur Benennung der Universität nach Ernst Moritz Arndt. 1934 wurde er zum Propst berufen.
Während des Dritten Reiches war er als Oberkonsistorialrat beim Konsistorium der Provinz Pommern in Stettin an der Leitung der pommerschen Kirche beteiligt. Ab 1934 verwaltete er – in der Nachfolge des aus dem Amt gedrängten Walter Kähler – das Amt des Generalsuperintendenten für den Westprengel (Vorpommern). 1938 war er Gründer und erster Leiter des Seminars für Kirchenmusik in Stettin-Finkenwalde. 1945 flüchtete er in den Westen Deutschlands und übernahm das Pfarramt II an der Stadtkirche St. Michael in der hessischen Stadt Schlüchtern. 1955 wechselte er nach Caldern.
Laag wurde 1953 Honorarprofessor an der Universität Marburg, wo er 1954 eine Zentralstelle für modernen Kirchenbau gründete. Hieraus ging das Institut für Kirchenbau und kirchliche Kunst der Gegenwart hervor, das er bis 1965 leitete.